# El Acebrón
El Acebrón là một đô thị trong tỉnh Cuenca, cộng đồng tự trị Castilla-La Mancha Tây Ban Nha. Đô thị này có diện tích là 2,9 ki-lô-mét vuông, dân số năm 2009 là 2599 người với mật độ 1370,9 người/km². Đô thị này có cự ly 81 km so với tỉnh lỵ Cuenca.